# Deon Fourie

a Compétitions nationales et continentales officielles uniquement.

b Matchs officiels uniquement.
Dernière mise à jour le 3 novembre 2023.
Deon Fourie, né le 25 septembre 1986 à Pretoria, est un joueur de rugby à XV international sud-africain évoluant au poste de troisième ligne centre au sein des effectifs de la Western Province et des Stormers depuis 2021.
Avec sa sélection nationale, il remporte à 37 ans la Coupe du monde en 2023.

## Biographie
Deon Fourie dispute simultanément le Super 15 avec les Stormers et la Currie Cup avec la Western Province de 2006 à 2014 (75 matches de Currie Cup et 82 matches de Super Rugby) où il joue aussi bien talonneur qu’en 3ème ligne.
Il est vice-champion du Super 14 en 2010 avec les Stormers, et double vainqueur de la Currie Cup en 2012 et 2014 avec la Western Province.
Il s'engage au LOU pour la saison 2014-2015.
Il est champion de Pro D2 en 2016 avec le club lyonnais.
Deon Fourie quitte Lyon après cinq années, non conservé par son club, il s’engage deux saisons avec Grenoble.
En 2021, il retourne aux Stormers et remporte le United Rugby Championship en 2022 après une victoire en finale contre les Bulls 18-13.
Il participe à l'édition 2023 de la Coupe du monde, où il joue six matchs lors de la compétition, qui voit l'Afrique du Sud remporter le titre de champion du monde après une victoire en finale contre les All Blacks 12-11.

## Palmarès

### En équipe nationale
- Afrique du Sud
  - Vainqueur de la Coupe du monde en 2023

### En club
- United Rugby Championship :
  - Champion (1) : 2022 (Stormers)
  - Vice-champion (1) : 2023 (Stormers)
- Super Rugby :
  - Vice-champion (1) : 2010 (Stormers)
- Currie Cup :
  - Vainqueur (2) : 2012 et 2014 (Western Province)
- Championnat de France de Pro D2 :
  - Champion (1) : 2016 (Lyon OU)